# 黄幻吾
黃幻吾（1906年9月—1985年7月），名罕，字幻吾，号罕僧、晚年稱罕翁，別號欣夢居士、晚之，室名南天樓，广东新会人，中国岭南画派画家，作画取材广泛，尤以山水、花鸟见长。历任广州市博物馆委员、苏州美专教务长、上海烟雨画院院长、中国美术家协会会员、中國美術家協會上海分會理事等。有《幻吾畫集》三卷、《幻吾小品畫集》等書。

## 生平
1906年出生于广东新会县，父母是小学教师。父亲重视教育，希望儿子将来当个医生或工程师，黄幻吾却喜欢东涂西抹，受到了父亲的严厉呵斥，还好得到了母亲的支持。他八九岁时已临摹了不少来自海外的贺年片和国内香烟匣中附存的花牌子。11岁时母亲给他捎来一部石印的《芥子园画谱》，12岁拜一名名闻乡里的肖像画家为老师。黄幻吾在讀書時期就顯示出繪畫才能，一般學科成績平平，獨圖畫一科名列甲等。全家迁居广州后，黄幻吾进入一家印刷厂当美工，并与一英国画家学习了3年水彩画、水粉画和油画，画艺大进。
1925年赴香港美術院研習西洋畫法，在研究傳統國畫的同时，也力倡維新畫法，獲高劍父、高奇峰教益，但并未正式拜师。这个时期黄幻吾的畫藝日趨成熟。1928年，他在广州创办了幻吾美术学校并自任校长。1936年秋赴越南、柬埔寨、老撾等國寫生，並舉辦個人畫展，傳授中國畫藝術，聲譽遠播印度、柬埔寨、越南、馬來西亞。1939年，海防華僑縮食會主辦籌賑祖國難民畫展，黃幻吾將其近作參加出售獲潤一千三百餘元全數匯給祖國賑濟難民。1947年赴美國旅行考察，在舊金山、西雅圖、斯托克等地講學並舉辦個人畫展。1941年移居上海。1949年後執教於蘇州美術專科學校和上海輕工業學校，1961年任上海轻工业学校美术专业主任，後入上海中国画院任畫師。

## 画风
黄幻吾的绘画被评论为：“精研国画，善绘山水、人物、花卉、鱼虫、鸟兽，尤以山水、花鸟功夫独到，刻划真切动人、栩栩如生”，作品富有新意，熔水墨、彩色于一炉，兼具情调美、色彩美、构图美、形象美。